# Bruce Ramsay (acteur)
Pour le joueur de hockey sur glace voir Bruce Ramsay
Pour les articles homonymes, voir Ramsay.
Bruce Ramsay, né le 31 décembre 1966 à Montréal, est un acteur canadien.

## Biographie
Bruce Ramsay fait ses débuts à l'écran avec son compatriote montréalais Elias Koteas dans le film Malarek en 1988. Ramsay et Koteas sont ensuite apparus dans deux autres films ensemble, Hit Me (1996) et Dommage collatéral (2002). Le premier rôle principal de Ramsay dans un film majeur est dans Les Survivants de Frank Marshall, le drame biographique de survie basé sur le livre Les Survivants de Piers Paul Read, qui relate l'histoire de l'équipe de rugby uruguayenne qui s'est écrasée dans les montagnes des Andes.
En 2011, Bruce Ramsay fait ses débuts de réalisateur avec Hamlet (en) qu'il a également produit, et dans lequel il joue le rôle titre,. Le film a été présenté en compétition au Festival international du film de Vancouver en 2011.
En 2013, Ramsay apparaît dans le rôle de Carlucci aux côtés de Michael Douglas et Matt Damon dans Ma vie avec Liberace (Behind the Candelabra) de Steven Soderbergh, à propos des dix dernières années de la vie du pianiste Liberace.

## Filmographie

### Cinéma
- 1988 : Schyzo Dream (en) (Pin) de Sandor Stern : Ado
- 1988 : Malarek de Roger Cardinal : Fred Malarek
- 1989 : Jacknife de  David Jones : Étudiant
- 1993 : Les Survivants (Alive) de Frank Marshall : Carlitos Páez
- 1994 : Killing Zoe de Roger Avary : Ricardo
- 1994 : Dead Beat de Adam Dubov : Kit
- 1994 : The New Age de Michael Tolkin : Misha
- 1995 : Blah Blah Blah de Julie Delpy
- 1996 : Hellraiser: Bloodline de Kevin Yagher : Phillippe Lemerchant / John Merchant / Dr Paul Merchant
- 1996 : Sang-froid (Curdled) de Reb Braddock : Eduardo
- 1996 : Hit Me de Steven Shainberg : Del Towbridge
- 1998 : Starstruck (en) de John Enbom : Manny
- 2001 : Exploding Oedipus de Marc Lafia : Hilbert
- 2001 : Shot in the Face de Dave Hansen : Jerry
- 2002 : Dommage collatéral de Andrew Davis : Assistant de Brandt
- 2002 : Looking for Jimmy de Julie Delpy :  Puma
- 2003 : La Morsure du lézard (Holes) : de Andrew Davis : Procureur
- 2003 : Jericho Mansions (en) de Alberto Sciamma : Eugene O'Donnell
- 2003 : Prisonniers du temps (Timeline) de Richard Donner : Technicien ITC
- 2005 : Amnésie, l'énigme James Brighton de Denis Langlois : Carl Honeycutt
- 2007 : Babylon 5: The Lost Tales (en) (vidéo) de J. Michael Straczynski : Simon Burke
- 2007 : Si j'étais toi de Vincent Perez : Daniel Harpin
- 2008 : Mothers & Daughters (en) de Carl Bessai :  Invité
- 2011 : Hamlet (en) de Bruce Ramsay : Hamlet
- 2013 : Ma vie avec Liberace (Behind the Candelabra) de Steven Soderbergh : Carlucci
- 2014 : Brick Mansions de Camille Delamarre : Maire
- 2020 : Akilla's Escape (en) de Charles Officer (en) : Jimmy

### Télévision
- 1987 : First Offender (téléfilm) de Timothy Bond
- 1988 : Rintintin junior (1 épisode)
- 1988 : Brigade de nuit (1 épisode)
- 1989 : Le Voyageur : Manuel (1 épisode)
- 1990 : E.N.G. : Wally (1 épisode)
- 1991 : Street Legal (en) : Frank Travers  (2 épisodes)
- 1991 : Urban Angel (en) : Paul (3 épisodes)
- 1991 : Une affaire personnelle (The Reckoning) (téléfilm) de David M. Robertson : Serveur
- 1992 : Le Meurtrier de l'Illinois d'Eric Till : Bragg
- 1992 : L'Étalon noir : Biker (1 épisode)
- 1995 : Fallen Angels : Paul (1 épisode)
- 1997 : Les Prédateurs : Jamie (1 épisode)
- 1998 : C-16: FBI (en) : Joshua Reese / Timothy Mann (1 épisode)
- 1999 : Bonanno: A Godfather's Story de Michel Poulette : Joseph Bonanno
- 1999 : Nash Bridges : Jason Stott (1 épisode)
- 2000 : Island of the Dead (en) (téléfilm) de Tim Southam : Tony Matos
- 2002 : Édition spéciale (en) (Breaking News) : Hank Noonan (1 épisode)
- 2003 : JAG : Steven Wilson / Matthew Devine (1 épisode)
- 2003 : Mob Princess (téléfilm) de Mina Shum : Vladimir
- 2003 : Coroner Da Vinci : Sergent Shaw (2 épisodes)
- 2004 : Mon enfant à tout prix de Peter Svatek : Gabor Szabo
- 2005 : One Dead Indian (téléfilm) de Tim Southam : Kenneth Deane
- 2008 : The Quality of Life (téléfilm) de John Fawcett : Earl Waverly
- 2005-2002 : G-Spot (en) : Pedro Davidd (4 épisodes)
- 2010 : Human Target : La Cible : Colonel Vasquez (1 épisode)
- 2010 : Supernatural : Paul (1 épisode)
- 2010 : Riverworld, le fleuve de l'éternité (en) de Stuart Gillard : Francisco Pizarro
- 2011 : Endgame : Suleyman Sevda (1 épisode)
- 2011 : Chaos : Jean Pierre (1 épisode)
- 2011 : Le Jugement dernier de Jason Bourque : Garcia
- 2012 : The Killing : Peter Spelman (2 épisodes)
- 2012 : Hell on Wheels : L'Enfer de l'Ouest : Journaliste  (2 épisodes)
- 2012 : XIII, la série : Vargas  (6 épisodes)
- 2013 : Continuum : Rosicki (5 épisodes)
- 2013 : Played, les infiltrés : Colin (1 épisode)
- 2013 : Cracked : Détective Brauer  (2 épisodes)
- 2014 : Rush : Zimmerman (1 épisode)
- 2014 : The Lottery (en) : Agent Putnam (1 épisode)
- 2015 : Reign : Le Destin d'une reine : Cardinal Perazzo (1 épisode)
- 2015-2016 : The Art of More : Miles Hewitt (12 épisodes)
- 2017 : 21 Thunder (en) : John Mangano Jr (5 épisodes)
- 2014-2017 :  19-2 : Commandant Gendron (37 épisodes)
- 2018 :  Cardinal : Ray Northwind (6 épisodes)
- 2018 : Ransom : Carson (1 épisode)
- 2022 : The Porter (en) : Dinger (7 épisodes)